# إدفين هودجيتش
إدفين هودجيتش (بالألمانية: Edvin Hodžić) هو لاعب كرة قدم نمساوي، ولد في 29 نوفمبر 1994 في لينتس في النمسا، وتوفي في 10 يوليو 2018. لعب مع نادي كارنتين.

## وصلات خارجية
- إدفين هودجيتش على موقع قاعدة بيانات كرة القدم.إي يو (الإنجليزية)
- إدفين هودجيتش على موقع Soccerway.com (الإنجليزية)
- إدفين هودجيتش على موقع عالم كرة القدم.نت (الإنجليزية)